# Ochavillo del Río
Ochavillo del Río es una localidad española del municipio de Fuente Palmera, perteneciente a la provincia de Córdoba, en la comunidad autónoma de Andalucía.

## Toponimia
El lugar puede encontrarse referido con los nombres Aldea del Río y Ochavillo del Río.

## Historia
Hacia mediados del siglo XIX, el lugar, ya por entonces perteneciente a Fuente Palmera, tenía contabilizadas 11 casas de teja y 28 de rama. Aparece descrito en el primer volumen del Diccionario geográfico-estadístico-histórico de España y sus posesiones de Ultramar de Pascual Madoz de la siguiente manera:

ALDEA DEL RIO: ald. en la prov. y dióc. de Córdoba (6 leg.), part. jud. de Posadas (1), aud. terr. y c. g. de Sevilla (18), ayunt. y felig. de Puente Palmera (1): sit. en llano, batida por los vientos SO. y NO., y con clima templado y sano: las enfermedades mas comunes son calenturas inflamatorias, y afecciones pulmonales y abdominales. Se compone de 11 casas de teja y 28 de rama, cuyos hab. se surten de las aguas de dos fuentes que se hallan en el térm., las cuales son sumamente dulces y delicadas. Sus confines son los mismos que los de Fuente Palmera, á donde pertenece: el terreno es en lo general á propósito para el plantío de olivar y viñedo: por sus inmediaciones pasa el camino que conduce de Palma á Córdoba, que está en muy mal estado, y el correo lo recibe de Fuente Palmera por medio de los interesados: prod.: cereales, algun aceite y bellota; ganado vacuno, yeguar, asnal, cabrio y de cerda, y caza de conejos y perdices: el comercio consiste en la esportacion de cereales: pobl., riqueza y contr.: con Fuente Palmera: (V.).
(Madoz, 1845, p. 495)

Hacia 1878 la localidad estaba formada por 50 casas. En 2022, la entidad singular de población tenía empadronados 772 habitantes y el núcleo de población 767 habitantes.